# Копиано
Копиа̀но (на италиански: Copiano, на местен диалект: Cupiän, Купиен) е село и община в Северна Италия, провинция Павия, регион Ломбардия. Разположено е на 74 m надморска височина. Населението на общината е 1689 души (към 2017 г.).